# Oke-Onigbin
Oke-Onigbin , antigamente conhecida como Oquê-Ibo, é uma cidade localizada no coração da comunidade de Kwara (estado), possuindo bastante importância em Isin (Área do Governo Local), Nigéria. É habitado principalmente por ibominas.

## Tradições
Acredita-se que o fundador da atual Oke-Onigbin, "BABA AKOO" (Babá Ocô e/ou Etecô), tenha migrado de outro assentamento ibomina, conhecido como "Ikosin",  devido a mal-entendidos sobre o título de chefia "ELEMO", para evitar mais guerras inter-tribais que ocorriam há vários anos. Os ibominas foram exilados para Oquê-Ibo quando da época da dominação de Odudua. [carece de fontes?]
A localização de Oke-Onigbin, anteriormente chamado de Oquê-Ibo pelos ibominas, foi renomeada pelo alafim (monarca) do Império de Oió depois que a cidade fez uma homenagem ao seu palácio, com uma cesta cheia de caracóis na estação da seca. Acredita-se ter tido uma abundância de caracóis, daí o seu nome Colina do Senhor dos Caracóis (ou Colina dos Caracóis). "Oquê", na língua iorubá, significa colina ou montanha, "Oni" significa posse e "Ibim" significa caracol.
A comunidade tem um santuário dedicado ao orixá Xangô, do trovão, que pune os maus e recompensa os devotos dando-lhes filhos.
A cidade tem um governante tradicional conhecida como Onigbin de Oke Onigbin. O cargo de governantes tradicionais em Oke-Onigbin gira entre as famílias dominantes. Quando um governante morre, outro governante é escolhido a partir da família real que é o próximo na linha de acordo com a história da cidade. O Onigbin atual de Oke-Onigbin é HRH, Oba Joseph Olayinka (Omolaoye II).
Peter Adesina é o Elemo de Oke-Onigbin, um dos chefes do estado tradicional.

## Atualmente
A comunidade tem várias igrejas e denominações incluindo uma igreja anglicana, Todos os Santos.
Também localizada em um estado popular para fé islâmica, Oke Onigbin orgulha-se de uma das maiores mesquitas central no estado de Kwara.
Em Outubro de 2002, Alhaji Lai Mohammed, o candidato a governador nas eleições de Abril de 2003 do Kwara (estado) na plataforma Aliança para a Democracia foi agredido e cinco veículos em seu comboio bateram na frente da sede de campanha do senador Suleiman Ajadi em Oke-Onigbin durante uma festividade.